# Castell de Sant Elm (Mallorca)
|  | «Torre de Sant Elm» redirigeix aquí. Vegeu-ne altres significats a «Castell de Sant Elm». |

El Castell de Sant Elm, dit també Hospital de Sant Elm i Torre de Sant Elm, és un conjunt arquitectònic fortificat de Mallorca del segle xiii que està situat a Sant Elm, al terme d'Andratx i està conformat per un antic hospital, una capella i una torre. Està declarat Bé d'Interés Cultural. Actualment és un espai privat que funciona com a allotjament turístic i espai d'actes privats.
A partir del segle xvi, la torre formà part d'un extens sistema de vigilància i senyalització de tota la costa mallorquina per combatre la pirateria, en el qual contribuïa com a torre de defensa del port de Sant Elm. Tot i que no feia senyals d'avís, tenia connexió visual amb les torres de la Dragonera: la torre de na Pòpia i la torre de Llebeig.

## Descripció
El conjunt està situat dalt d'un pujol que domina el port de Sant Elm, al sud del torrent que hi desemboca. El conformen una capella, una torre i els edificis annexos de l'hostatgeria, tot plegat connectat per un pati al qual s'accedeix de l'exterior per un portal de mig punt.
L'hostatgeria o hospital té tres entrades: el portal del pati, allindanat; un portal de l'exterior, amb una gran peça de marès amb la inscripció «Essent obrer excleemos prorany 1717»; i un tercer portal que comunica l'hostatgeria amb la torre. De l'obra original, només es conserva part d'un espai diàfan amb volta de canó reforçada per dos arcs; la resta, en bona part, s'esfondrà durant la realització d'una de les reformes sofertes, i ara conforma un gran saló. També hi ha una cisterna, una cuina i un estable.
La torre està construïda de mitjans de marès, i és quadrada i massissa. Fa uns 12 metres d'alt i uns 7,5 d'ample. L'accés original, a la planta superior i per la banda que mira al pati, es feia per una escala de mà, i condueix a una cambra coberta de volta de canó. La planta baixa també té accessos per l'hostatgeria i per l'exterior, amb un portal obert en temps de l'Arxiduc. Al terrat, el parapet té diverses alçades i conserva espilleres, un escaire a barbeta i un canó.
La capella és d'estil gòtic, però molt pocs elements daten d'època medieval. El portal és allindanat, amb un sol (de l'escut d'Andratx) i la inscripció "Vila". La coberta és amb volta de creueria amb els nervis que descansen damunt mènsules, i a la clau de volta hi ha un altre sol i la data de 1690. L'altar porta la data de 1793, i fou restaurat el 1871.
Als voltants dels edificis es troba, a l'entrada principal, un aljub, sectors de marjades i una esplanada que sembla les restes d'una era.

## Història
Al segle xiii, el port de Sant Elm, llavors anomenat la Palomera, era un dels més importants de l'illa. En el Repartiment fou adjudicat a la porció del Bisbe de Barcelona, i la intenció era que fos un port d'estatge reial. El 1279, Bernat Basset cedí una porció del seu rafal al rei amb la condició que hi construís un hospital de mariners i una capella sota l'advocació de Sant Elm, patró dels mariners, i funcionava com a lloc de quarantena per aquells que se sospitava que poguessin dur malalties infeccioses.
La mar, però, no era un lloc segur, i davant l'amenaça pirata el 1303 es començà a construir una torre de defensa que donaria forma definitiva al conjunt: l'hospital, la capella i la torre.
Es tractava, però, d'una torre feble i, en qualsevol cas, insuficient per fer front a tots els atacs que patia la Palomera. L'estocada definitiva fou el segle xvi: el 1553 i el 1555 es visqueren dos atacs corsaris que saquejaren la vila d'Andratx i que provocaren l'abandonament del port, del qual només romangué la torre, que es va haver de refer de bell nou.
Així doncs, a final del segle xvi havia deixat de funcionar com a hospital, i així l'oratori fou mantengut per les autoritats eclesiàstiques d'Andratx i la torre es posà al servei del batle del mateix terme d'Andratx per vigilar i impedir el desembarcament de naus enemigues al port. Disposava d'una peça d'artilleria, i va estar operativa fins a 1867, quan l'estat la traspassà a Hisenda. La capella, per la seva banda, a final del segle xix només s'hi deia missa els diumenges, els dies festius i el dia de Sant Elm (2 de juny).
El 1875 la comprà l'Arxiduc Lluís Salvador, qui hi realitzà modificacions i incorporacions de nous terrenys. Anys més tard, a 1922 la propietat passà a mans dels hereus de l'Arxiduc, que a poc a poc anaren fent una reforma del conjunt amb nous volums afegits, creant una espècie de residència d'estiueig amb cert caràcter neomedieval.